# Torre de Nogueira
La torre de Nogueira, junto con la casa anexa, forman parte de un antiguo palacio construido por la familia Bermúdez de Castro en el siglo XV en San Mamés de Seavia, dentro del territorio perteneciente al ayuntamiento de Coristanco. Actualmente está declarada Bien de Interés Cultural, y es una de las muestras más representativas de la arquitectura civil medieval de la comarca de Bergantiños.

## Descripción
Pese a que originalmente existían dos torres, hoy en día solo se conserva una añadida a un pedazo de lo que fue el cuerpo principal del palacio. La Torre está construida íntegramente con bloques de granito de gran tamaño, tiene planta cuadrada de aproximadamente 8,8 metros de lado y dispone de unos muros de algo más de un metro de grosor. Los paños verticales de edificio solo se interrumpen por las ventanas de la fachada delantera, rodeadas de grandes dovelas de granito, y por una letrina que se inserta sobre la fachada posterior.
Desaparecieron los jardines y la capilla de San Roque que había en el recinto de la casa, aunque se conserva gran parte de la cerca que efectuaba el cerramiento de la propiedad.

## Historia
El coto de Nogueira tiene su origen en las concesiones que los abades de monasterio de San Mamés de Seavia hicieron durante la Baja Edad Media a la familia Bermúdez de Montaos. El coto de Nogueira representaba un amplio territorio de aproximadamente 1.000 hectáreas en el sur del ayuntamiento de Coristanco.
Esta torre perteneció a Pedro Bermúdez de Montaos "El Viejo", VIII Señor de Montaos, y a Leonor de Castro y Guzmán, padres de Inés Bermúdez de Rioboo y de Nogueira que se casó con Fernando de Castro (también conocido por Fernando Bermúdez de Castro) el cual al cambiar su apellido dio origen a de los Bermúdez de Castro.
El Señorío de Nogueira pasó a los descendientes de Fernando de Castro e Inés de Nogueira hasta que a principios del siglo XVII el entonces Señor de Nogueira, Pedro Bermúdez de Castro y Pardo de Donlebún, queda emparentado con la familia nobiliaria Bardaxí de Aragón al casarse con Ana María de Bardaxí Díez de Guevara Girón. A partir de ese momento el Señorío de Nogueira pasará a integrar el patrimonio de los Marqueses de Cañizar, desvinculados de Galicia, y Nogueira se mantiene como centro de administración de los bienes de estos nobles foráneos en la Costa de la Muerte.
En 1847 el Coto de Nogueira, con su propia casa y Torre, fue comprado por el jurisconsulto José María Maya Barrera, a cuya familia perteneció hasta el año 1941 en el que pasa por donación de su última dueña, Pilar Maya Cano-Manuel, a los Padres Redentoristas de La Coruña y Burgos. La casa de la Torre de Nogueira fue adquirida en 1959 por la familia Rabuñal Pose, a la cual pertenece en la actualidad.

## Heráldica
Existen dos escudos en la fachada de la Torre e otros dos en la casa. En ellos se observan las armas de los Bermúdez de Castro, Figueroa, Rioboo, Moscoso, etc. También existía un escudo en la fachada de la capilla hoy en día desaparecida.